# سیارک ۲۰۶۴۳
سیارک ۲۰۶۴۳ (به انگلیسی: 20643 Angelicaliu، نامگذاری:1999TK142) بیست هزار و ششصد و چهل و سومین سیارک کشف شده‌است که در ۷ اکتبر ۱۹۹۹ کشف شد.
قدر مطلق سیارک برابر ۱۰.۷ است.